# Noron-l'Abbaye
Noron-l'Abbaye (nɔ.ʁɔ̃.l‿a.bə.iⓘ) es una población y comuna francesa, situada en la región de Baja Normandía, departamento de Calvados, en el distrito de Caen y cantón de Falaise-Nord.

## Demografía
| 232 | 192 | 182 | 184 | 211 | 220 |
| Para los censos de 1962 a 1999 la población legal corresponde a la población sin duplicidades (Fuente: INSEE [Consultar]) |     |     |     |     |     |